# Grimhilda
Grimhilda (Grimhild, batalla emmascarada) fou en la mitologia nòrdica, una bella dona però maligna.
Estava casada amb el rei Gjúki, del Rin meridional, Borgonya. Tenia tres fills, Gunnar, Hogni i Guttorm, i una filla, Gudrun. Fou la maga que va lliurar a Sigurd una poció màgica que li feia oblidar que en algun moment es va casar amb Brunilda, de manera que ell es casaria amb Gudrun, la seva filla.
Però no es va detenir aquí, volia que el seu fill, Gunnar, es casés amb Brunilda, però ella va rebutjar casar-se amb ell i només es casaria amb l'home que pogués travessar el cercle de flames que havia traçat entorn d'ella. De manera que Grimhilda va convènçer Sigurd perquè ajudi Gunnar a casar-se amb Brunilda. Ja que Sigurd era l'únic que podia creuar les flames, ell i Gunnar van intercanviar els seus cossos, de manera que el cos de Gunnar pogués creuar les flames. Brunilda llavors es va casar amb Gunnar perquè havia fet una promesa. Quan Brunilda va saber que Sigurd l'havia traït amb una altra dona -Gudrun- sense saber que ell havia estat víctima d'un encantament ideat per Grimhild, va decidir venjar-se. Va acabar assassinant Sigurd i ella mateixa al final de la saga.
Grimhilda llavors va fer que Gudrun es casés amb el germà de Brunilda, Alti. Gudrun no volia casar-se amb ell perquè sabia que acabaria matant als seus germans. Això és l'última cosa que se sap de Grimhilda en la Saga Volsunga, és probable que la maledicció de l'anell també atragués la desgràcia i fins i tot la mort a la mateixa Grimhilda.
També va rebre aquest nom una altra dona bella però maligna, una fetillera que es va casar amb el rei Áli d'Alfheim -modern Bohuslän- en la Illuga saga Gríðarfóstra. El rei Áli tenia una filla abans de casar-se amb Grimhilda, anomenada Signy. Tenia una filla amb un rei amb el qual s'havia casat però que va morir en batalla, de manera que va tornar a casa amb el seu pare i la nena. Grimhilda va enverinar el rei i després va governar el regne de manera tan perversa que va quedar erm. Llavors va exiliar Signy i la seva filla, Hildr, i les va maleir, de manera que Hildr es tornés una dona trol i haguessin de viure en una caverna. Tots els homes que arribessin allí s'enamorarien de Hildr, aquí llavors Signy hauria de matar-los, fins que arribés un home sense temor. Al seu torn, Hildr havia fet fora una maledicció a Grimhilda, que romandria en peus amb un foc entre les seves cames, cremant-la des de sota, mentre que per l'extrem oposat estaria congelant-se, on Grimhilda cauria quan la seva pròpia maledicció es trenqués. Grimhilda va intentar raonar amb Hildr, perquè preferiria que cap de les seves malediccions es mantingués, però no va aconseguir gens, perquè Hildr desitjava venjar-se. Onze anys i setze homes més tard, un jove danès, IIlugi, va arribar i trencar la maledicció de Grimhilda fent que ella per fi morís. Aquesta Grimhilda va ser una inspiració per a la reina Grimhilde de la pel·lícula de Disney Blancaneu.